# Jeopardy (lied)
Jeopardy is een nummer van de Amerikaanse band Greg Kihn Band. Het is de eerste single van hun album Kihnspiracy uit 1983. Op 15 januari dat jaar werd het nummer eerst in de VS en Canada op single uitgebracht. In februari volgden Europa, Australië en Nieuw-Zeeland.

## Achtergrond
De plaat werd een hit in Noord-Amerika, West-Europa, Oceanië en Zuid-Afrika. In thuisland de VS werd de 2e positie behaald in de Billboard Hot 100. In Canada werd de 4e positie bereikt, Australië de 11e, Nieuw-Zeeland de 17e, Zuid-Afrika de 6e, Duitsland de 18e, Ierland de 17e en in het Verenigd Koninkrijk de 63e positie in de UK Singles Chart.
In Nederland werd de plaat op maandag 21 maart 1983 door dj Frits Spits en producer Tom Blomberg in het radioprogramma De Avondspits verkozen tot de 238e NOS Steunplaat van de week op Hilversum 3 en werd een radiohit in de destijds drie landelijke hitlijsten op de nationale publieke popzender. De plaat bereikte de 21e positie in de Nationale Hitparade, de 17e positie in de TROS Top 50 en piekte op de 15e positie in de Nederlandse Top 40. In de Europese hitlijst op Hilversum 3, de TROS Europarade, werd de 10e positie bereikt.
In België werd de 22e positie bereikt in de voorloper van de Vlaamse Ultratop 50 en de 24e positie in de Vlaamse Radio 2 Top 30. In Wallonië werd géén notering behaald.